# Suíça nos Jogos Olímpicos de Verão de 1904
Um ginasta da Suíça competiu nos Jogos Olímpicos de Verão de 1904, em Saint Louis, Estados Unidos.

## Medalhistas

### Ouro
- Adolf Spinnler — Ginástica, 3 eventos combinados

### Bronze
- Adolf Spinnler — Ginástica, Individual geral

## Resultados por evento

### Atletismo
Atletismo nos Jogos Olímpicos de Verão de 1904
| Evento            | Posição | Atleta         | Pontuação total |
| ----------------- | ------- | -------------- | --------------- |
| Triatlo masculino | 64º     | Adolf Spinnler | 24.5            |

### Ginástica
Ginástica nos Jogos Olímpicos de Verão de 1904
| Evento                     | Posição | Atleta         | Pontuação |
| -------------------------- | ------- | -------------- | --------- |
| Individual geral masculino | 3º      | Adolf Spinnler | 67.99     |
| 3 eventos combinados       | 1º      | Adolf Spinnler | 43.39     |